# 8759 Porzana
A 8759 Porzana (ideiglenes jelöléssel 7603 P-L) a Naprendszer kisbolygóövében található aszteroida. Cornelis Johannes van Houten, Ingrid van Houten-Groeneveld és Tom Gehrels fedezte fel 1960. október 17-én.